# BMC Cell Biology
BMC Cell Biology is een internationaal, aan collegiale toetsing onderworpen open access wetenschappelijk tijdschrift op het gebied van de celbiologie. De naam wordt in literatuurverwijzingen meestal afgekort tot BMC Cell Biol. Het is opgericht in 2000 en wordt uitgegeven door BioMed Central.